# 四十八瀬川
四十八瀬川（しじゅうはっせがわ）は、神奈川県秦野市を流れる酒匂川水系の河川。小田急ロマンスカーのポスター撮影地である。

## 地理
神奈川県秦野市の北西部に位置する丹沢山系の鍋割山稜に源を発し南流。秦野市八沢（はっさわ）地先で中津川と合わせ川音川となる。

## 支流
- 本沢
- 水樋沢（みずひさわ）
- 後沢乗越ノ沢（うしろざわのっこしのさわ）
- 勘七沢（かんしちさわ）
- 小草平ノ沢（おぐさだいらのさわ）
- 水沢
- 一ノ沢
- 曽我沢

## 橋梁
- 勘七橋
- 柿沼橋
- 才戸橋
- 甘柿橋
- 新甘柿橋（国道246号）
- 篭場橋